# Fatou Diome
Fatou Diome, född 1968, är en senegalesisk författare bosatt i Strasbourg i Frankrike.
Diome flyttade till Frankrike 1994. Hon debuterade med en novellsamling 2001, och hennes debutroman Atlantens mage gavs ut 2003. Hon har därefter publicerat ytterligare två romaner och en novellsamling. På svenska finns romanen Atlantens mage.